# Tony Franklin
Anthony James Franklin (* 2. dubna 1962, Derby, Anglie) je anglický baskytarista. Byl členem skupin The Firm, Blue Murder, Quiet Riot a Whitesnake. Jako své vzory uvádí Johna Deacona, Paula McCartneyho a Jaca Pastoria.